# El Cayaco
El Cayaco es una localidad del estado mexicano de Guerrero. Es parte del municipio de Coyuca de Benítez.

## Demografía
| Gráfica de evolución demográfica |
|                                  |

| Censo | Población |
| ----- | --------- |
| 1900  | 393       |
| 1910  | 115       |
| 1921  | 94        |
| 1930  | 153       |
| 1940  | 332       |
| 1950  | 651       |
| 1960  | 772       |
| 1970  | 1 641     |
| 1980  | 1 158     |
| 1990  | 1 102     |
| 2000  | 1 305     |
| 2010  | 1 242     |
| 2020  | 1 293     |